# Рики Мартин
Рики Мартин, рођен као Енрике Мартин Моралес (шп. Enrique Martin Morales; Сан Хуан, 24. децембар 1971), порторикански је поп певач и глумац. Његови албуми продани су у више од 85 милиона копија широм света.

## Почеци
Рођен је у Порторикоу у Сан Хуану 24. децембара 1971. године. Музиком се почео бавити 1984. године, прво као члан бенда Menudo, са којим је издао 11 албума. Соло каријеру је започео 1989. године након што је напустио бенд, у којем је био пет година. Потписује уговор са Sony Music Entertainment продукцијском кућом 1990. године. Деби соло албум Ricky Martin издаје 1991. године након чега креће на турнеју да промовише албум. Други албум под називом Me Amarás издаје 1993. године. Глумачку каријеру започео је у Мексику, а 1994. се појавио у америчкој сапуници General Hospital. Након тога објавио је трећи албум A Medio Vivir који издаје 1995. године. Након успешног албума, креће на турнеју коју завршава након две године, тачније 1997. године.шпанском језику.Рики Мартин је свој први албум на енглеском објавио 1999. године под називом Ricky Martin, а најпознатији сингл са овог албума је песма Livin’ la Vida Loca. Албум је продат у 22 милиона копија и донео му је светску славу.

## Приватни живот
Иако су се медији годинама бавили нагађањима о његовој сексуалној оријентацији, Рики Мартин се није изјашњавао о том питању све до 2010, када је објавио да је геј. Има два сина близанца, Валентина и Матеа, који су рођени 2008. посредством сурогат мајке.

## Дискографија

### Албуми
Menudo
- 1984:
- 1985:
- 1985:
- 1985:
- 1986:
- 1986:
- 1986:
- 1986:
- 1987:
- 1987:
- 1988:
- 1988:
- 1990:

Соло
- 1991:
- 1993:
- 1995:
- 1998:
- 1999:  (први албум на енглеском)
- 2000:
- 2003:
- 2005:
- 2011:
- 2015:

### Компилације
- 2001:
- 2001:
- 2008:
- 2008: 17
- 2011: Greatest Hits
- 2012: Playlist: The Very Best of Ricky Martin
- 2012: Greatest Hits: Souvenir Edition